# Bruno Marquardt
Bruno Marquardt (* 2. November 1904 in Insterburg; † 2. Mai 1981 in Positano) war ein deutscher Maler in Positano.

## Leben
Bruno Marquardt wurde in Ostpreußen geboren. Nach dem Studium an der Kunstakademie Königsberg und der Akademie der Künste zu Berlin, verließ er Deutschland und lebte in Paris und Spanien. Auf den Balearen wurde Marquardt zum begeisterten Unterwasserfischer und fand seine Liebe zum Meer. 1936 erhielt er einen Auftrag Illustrationen für ein Buch mit italienischen Motiven zu erstellen und kam nach Positano, wo er sich dauerhaft niederließ.
In den 1930er Jahren bot Positano zahllosen Flüchtlingen und Emigranten, darunter viele Künstler und Intellektuelle, Unterschlupf, um die Jahre des Nationalsozialismus überdauern zu können. So auch Bruno Marquardt, welcher Teil der Gruppe von Künstlern wurde, die entschieden hatten für mehr oder weniger lange Zeit zu bleiben. Bruno Marquardt, mit seiner baltischen Herkunft, konnte aus politischer Überzeugung nicht in seine Heimat (gehört heute zu Oblast Kaliningrad) zurückkehren und er wurde in Positano zum Bezugspunkt für alle Ausländer, besonders in den letzten Jahren der 1940er und Anfang der 1950er.
In Positano lernte er Emilia, genannt Pupa kennen. Emilia, aus dem Stamm der Familie Tuttavilla di Calabritto, kam aus Neapel und hatte im Zweiten Weltkrieg die Stadt nach der Bombardierung und der Besetzung von Wehrmachtstruppen verlassen. 
Sein Atelier befand sich in Via Fornillo, in welchem er seine Boote, Häuser und menschliche Figuren malte. Unter anderen war Bruno und seine Ehefrau Pupa Marquardt eng befreundet mit ihren Nachbarn den Malern Kurt Craemer und Karli Sohn-Rethel, so wie den Schriftstellern Stefan Andres und Armin T. Wegner.
Im „Buca di Bacco“, dem ältesten Hotel am Platz, liegt ein Bildband mit Schwarz-Weiß-Fotos aus dieser Zeit aus. Sie zeigen unter anderem die deutschen Maler Bruno Marquardt, Kurt Craemer und Martin Wolff, das Bauhaus-Mitglied Eduard Gillhausen (1921–1922) und den Schriftsteller Stefan Andres.
Er nahm an mehreren Biennalen in Venedig, Wettbewerben und Ausstellungen teil, hatte in Berlin, Königsberg in Preußen, London, New York, Neapel und Rom ausgestellt. Nach seinem Tod im Mai 1981 wurde er in seiner Wahlheimat Italien auf dem Friedhof von Positano beerdigt.

## Film
- Cinecittà Luce S.p.A.: Positano - Colori in libertà, Marquart, pittore
- Positano - Colori in libertà, Film 1946 von Cinecittà Luce S.p.A.: Positano - Colori in libertà, auf